# Padányi Gulyás Jenő
Padányi Gulyás Jenő (1945 után Eugene Padanyi-Gulyas; Técső, 1900. május 21. – Billings, Montana, Amerikai Egyesült Államok, 1982. november 8.) építészmérnök, politikus, néprajzi gyűjtő, plakáttervező. A magyarországi építészek 1930-as évekbeli népi mozgalmának vezető alakja. 1945-től haláláig az Amerikai Egyesült Államokban élt és alkotott.

## Élete
Középiskolai tanulmányait a máramarosszigeti református főgimnáziumban végezte el. Katonai szolgálatát letöltve beiratkozott a Budapesti Műszaki Egyetemre, ahol mérnöki oklevelét 1923-ban szerezte meg. Komoly építészmérnöki megbízásokat az 1920-as évek második felétől kapott. A Magyar Mérnöki Kamara alelnöke, a Magyar Mérnök- és Építész-Egylet szakosztályi elnöke lett, 1941–1944 között pedig ő szerkesztette az Építészet című szaklapot.
Az 1930-as évek első felétől politikailag egyre jobbra tolódott, előbb Gömbös Gyula, majd Imrédy Béla közvetlen tanácsadói köréhez, értelmiségi holdudvarához tartozott. 1940-ben a Magyar Élet Pártja színeiben országgyűlési képviselő lett. 1942. március 12-én az országgyűlés jegyzőjévé nevezték ki, 1944-ben pedig tagja lett a háborút támogató, szélsőjobboldali politikusokat tömörítő Törvényhozók Nemzeti Szövetségének.
1945-ben politikai okokból az Amerikai Egyesült Államokba emigrált, ahol 1958-ban létrehozta a Magyar Mérnökök és Építészek Világszövetségét, s ennek első elnöke is lett. 1963-ban megalapította a Clevelandben megjelenő, Studies for a New Central Europe című társadalomtudományi folyóiratot.

## Életműve
Padányi Gulyás a második világháború előtti két évtized jeles építészmérnöke volt. Pályája kezdetén a funkcionalista megoldások híve volt, előszeretettel alkalmazott új anyagokat, főként vasbetont. Az 1930-as évektől az organikus népi-nemzeti építészeti hagyományok felkutatását és alkalmazását állította előtérbe, megszervezte a Magyar Ház Baráti Körét, amelynek élén több néprajzi, népi építészeti gyűjtést szervezett és végzett. Tervezőként rugalmasan alkalmazta a különböző korstílusok jegyeit, modern és népi ihletésű épület(terv)ei mellett nevéhez fűződnek a szecessziós mátészalkai vármegyeháza (ma Városi Művelődési Központ) és a debreceni Piac utcai volt Magyar Általános Hitelbank klasszicizáló épületének (1938) tervei is.
Az általa tervezett jelentősebb budapesti épületek közé tartozik például az angyalföldi református templom (1927–1933), a Hunnia Filmgyár stúdióépülete (1930), a Kelenföldi autóbuszgarázs (1941, Menyhárd Istvánnal közösen) és a Kinizsi utcai református főgimnázium (1943, Tóth Imrével, ma Lónyay utcai Református Gimnázium). Ő tervezte az Alsóörs melletti csere-hegyi kilátót (1935) is. Az Egyesült Államokban családi házakat, moteleket, irodaházakat, középületeket, sportlétesítményeket, templomokat, ipari épületeket tervezett. Több közülük hivatalos elismerésben is részesült, így például Domján József grafikus-fametsző New York állambeli műteremlakása, a Canyon Village-i (WY) öregek otthona, a varjú indiánok Montanai rezervátumában található pryori Chief Plenty Coups Museum indián építészeti hagyományokat idéző épülete (1972).
Több Gulyás néven szignózott plakát tervezése fűződik a nevéhez, ezek legismertebbike a Karinthy Frigyesnek tulajdonított szlogen („– Mondja marha, mért oly bús? – Olcsóbb a hal, mint a hús.”) felhasználásával készült 1937. évi halreklámplakát.

### Főbb írásai
- Egészségvédelmi épületek újabb típusai, Budapest, Egészségvédelmi Reformiroda Propaganda Központja, 1928
- Seregszemle: Politikai röpirat, Budapest, Globus ny., 1930
- Szárazvám: Politikai röpirat, Budapest, Globus ny., 1931
- A Fertő-vidék népének építészete, Budapest, Magyar Ház Baráti Köre, 1937
- Nincs megállás, Budapest, Mérnökök ny., 1938
- Hungarian rural architecture, Budapest, 1938
- A népépítészet jelentősége: Adalékok a Felső Dunántúl és Csallóköz népépítészetének megismeréséhez, Budapest, Mérnöki Továbbképző Intézet, 1942
- Az építő egyház, Budapest, 1944